# Ретіро (Буенос-Айрес)
Реті́ро (ісп. Retiro) — район на сході Буенос-Айреса. Розташований між вулицями Сесилії Грірсон, Кордови, Уругваю, Монтевідео, 10-ю і річкою Ла-Плата. Межує з районами Пуерто-Мадеро і Сан-Ніколас на півдні, Реколета на північному заході і річкою Ла-Плата на північному сході.
Ретіро є великим транспортним вузлом Буенос-Айреса, тут знаходиться порт і три залізничні вокзали.

## Історія

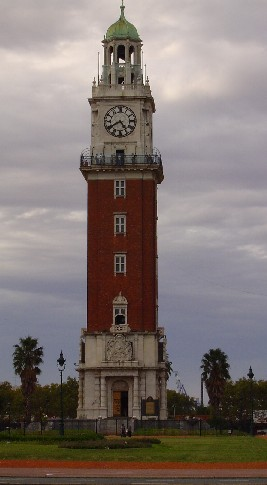
Пам'ятна вежа

Землі, де нині знаходиться район Ретіро, знаходилися далеко від місця, де був заснований Буенос-Айрес. За легендами його назва (ісп. Retiro — самотність, віддалене місце) завдячує своїм існуванням Себастьяну Гомесу, компаньйону Педро де Мендоси, який вбивши людину, розкаявся і влаштував собі скит у віддаленому місці, де замолював свої гріхи. Він також спорудив великий хрест, який через 50 років знайшла експедиція Хуана де Гарая.
За іншою версією хрест було встановлено людьми Гарая для позначення меж міста. Хрест також вказано на мапі Буенос-Айреса 1608 року з підписом Скит Святого Себастьяна.
1692 року губернатор Агустін де Роблес купив 300 квадратних ліктів на місці сучасної площі Сан-Мартіна. Там він збудував свій літній будинок під назвою Ель Ретіро, який мав 39 кімнат і 3 зали. 1703 року будинок купив комерсант Мігель де Ріглос, відтак місцевість стала називатися Кінта-де-Ріглос.
1718 року помістя було продане англійській «Компанії Південних морів», яка займалася работоргівлею. 1739 року воно було експропрійоване і 1761 року перетворене на казарми для драгунів. 1787 року будівлю було знову повернено рабовласницькій компанії.
14 жовтня 1801 року на місці, де зараз знаходиться Площа Сан-Мартіна, було відкрито арену для бою биків, яка вміщала 10 тисяч осіб за проектом Кустодіо де Саа-і-Фаріа. Вона працювала до 1819 року. Арену з центром Буенос-Айреса поєднувала вулиця Флорида, перша мощена вулиця міста.
Під час англійських вторгнень у Буенос-Айрес у 1806—1807 роках Ретіро став місцем запеклих боїв, відтак після перемоги аргентинців над загарбниками вона стала називатися Площа Слави. У наступні роки драгуни, гусари і, нарешті, гренадери Хосе де Сан-Мартіна використовували цю місцевість для розквартирування.
1822 року арена для бою биків була знесена. Натомість тут були збудовані артилерійські майстерні і порохові склади. 1852 року їх використовували війська Хусто Хосе де Уркіси.
1856 року тут розмістилася газова компанія, яка займалася освітленням вулиць міста.
1857 року розпочалося будівництво залізниці, яка з'єднала Буенос-Айрес з містом Сан-Фернандо. 1862 року президент Мітре урочисто відкрив залізницю та вокзал у Ретіро.
1860 року було оголошено конкурс на найкращий проект центральної площі Ретіро, який виграв інженер Хосе Канале. Згідно з його планом площа була засаджена деревами, а 1862 року було встановлено кінну статую Сан-Мартіна. Згодом площа також отримала ім'я Сан-Мартіна.
1864 року склади боєприпасів артилерії вибухнули, сильно пошкодивши будівлі.

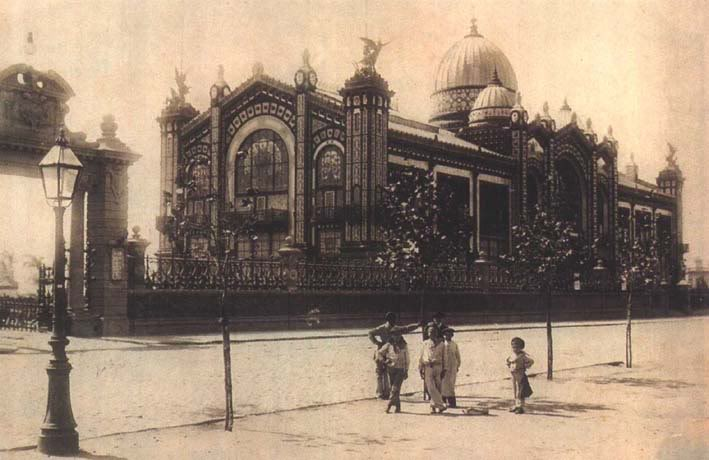
Аргентинський павільйон

1866 року Еміліо Бікерт розпочав будівництво пивзаводу у Ретіро на сучасній вулиці Есмеральда.
У наступні десятиліття Ретіро швидко ріс і розвивався. Особливо значний поштовх для розвитку район отримав під час епідемії жовтої гарячки 1871 року, коли багато сімей з центру Буенос-Айреса кидали свої помешкання і тікали на околиці від хвороби.
1891 року військові споруди Ретіро були знесені, щоб звільнити місце для Аргентинського павільйону, який представляв країну на Всесвітній виставці у Парижі 1889 року. До 1933 року у цьому павільйоні розміщувався Національний музей витончених мистецтв. 1936 року павільйон і декілька навколишніх будівель були знесені для розширення площі Сан-Мартіна.

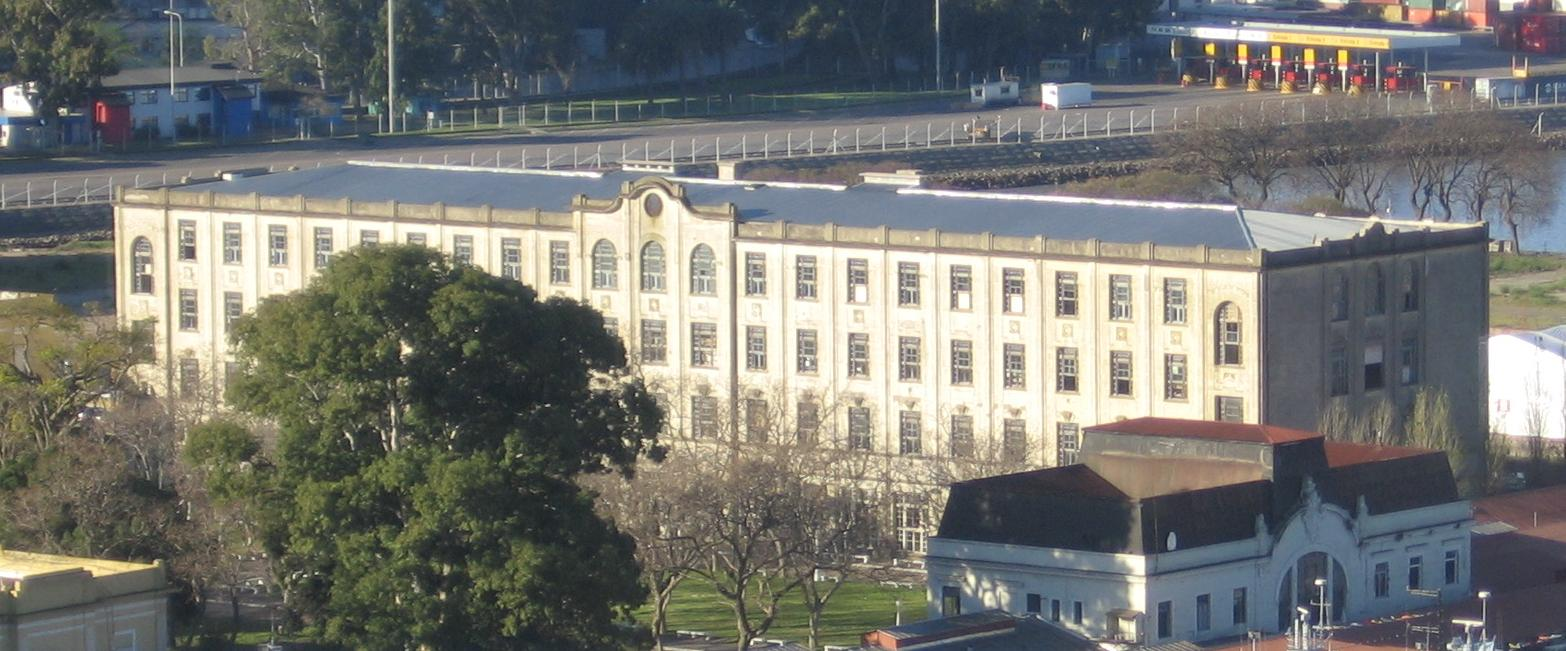
Готель іммігрантів

1916 року на площі військово-повітряних сил Аргентини було встановлено Пам'ятну вежу, подаровану Великою Британією на честь сторіччя проголошення незалежності Аргентини. Нині ця вежа є одним із символів Ретіро.
Під час напливу емігрантів в Аргентину Ретіро був одним з місць, де осідала найбільша кількість приїжджих. Тут розташовувалися бараки для переселенців, які нині перетворені на музей. Згодом у Ретіро виник бідняцький квартал, який нині є одним з найбільших в Аргентині.

## Транспорт

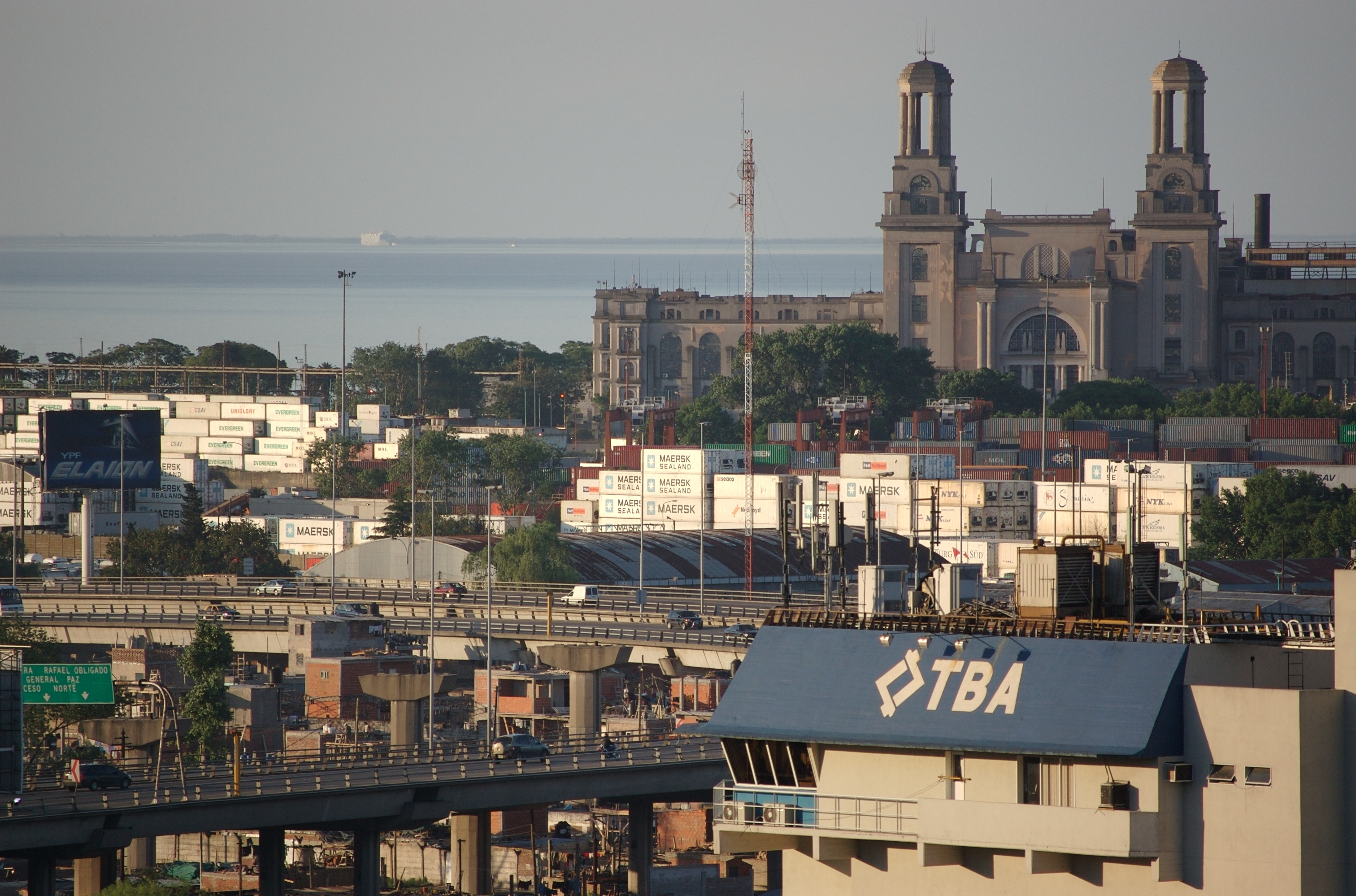
Порт

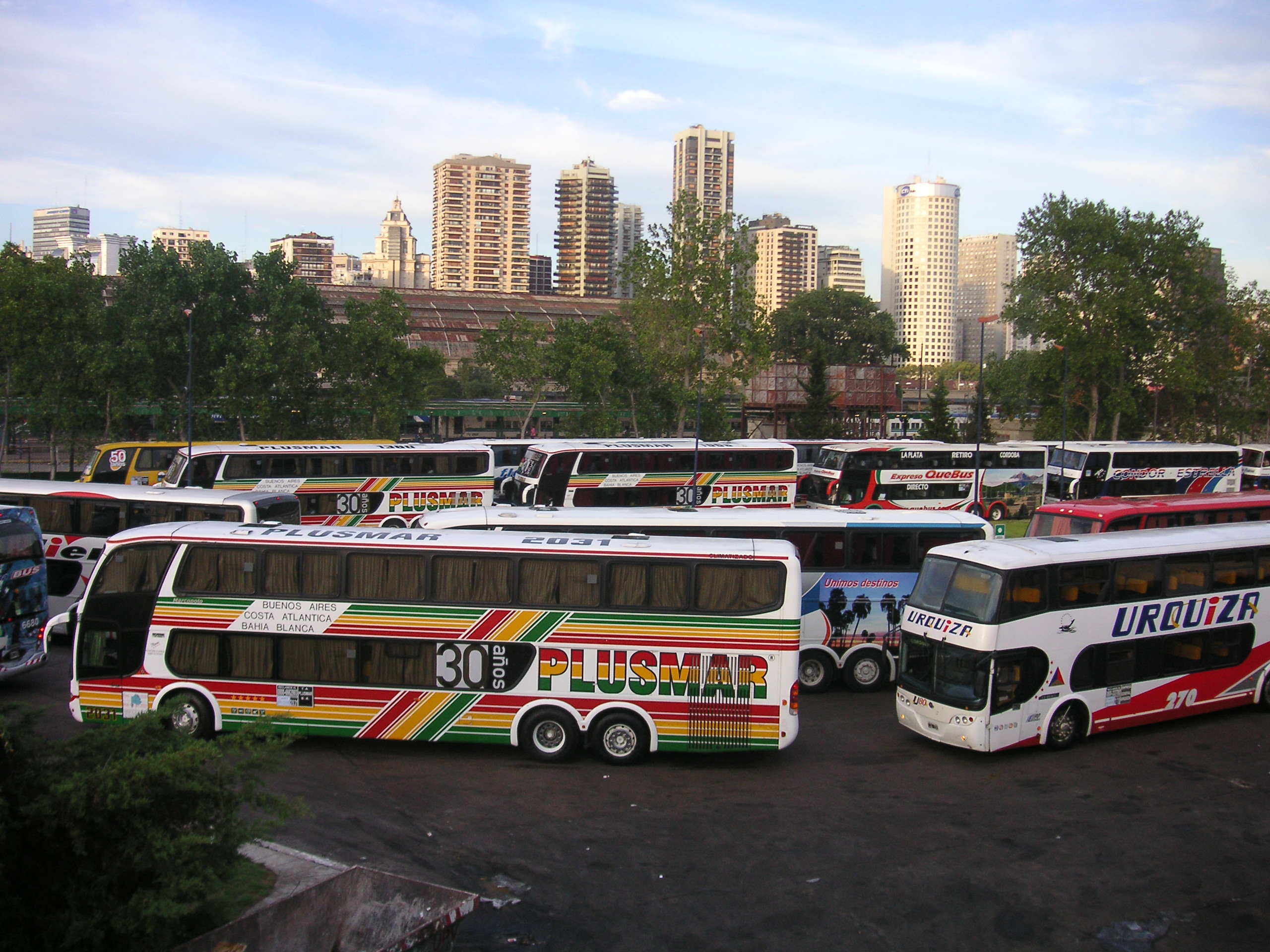
Автовокзал

Ретіро є важливим транспортним вузлом Буенос-Айреса. Тут знаходиться автовокзал і кінцева зупинка автобусних маршрутів 5, 6, 7, 9, 10, 17, 20, 22, 23, 26, 28, 33, 45, 50, 56, 59, 60, 61, 62, 67, 70, 75, 91, 92, 93, 99, 100, 101, 106, 108, 109, 111, 115, 126, 130, 132, 140, 143, 150, 152, 180. Крім того, у Ретіро розташовані станції метрополітену на лініях , .
Також тут знаходиться штаб-квартира порту Буенос-Айреса, звідки зокрема ходять пороми в Уругвай.
У Ретіро розташовані три вокзали, які є кінцевими зупинками на залізницях імені генерала Бартоломе Мітре, генерала Мануеля Бельграно і генерала Сан-Мартіна.